# Daschtabi
Daschtabi (persisch دشتابی [dæʃtɑbi]) ist ein Kreis im Verwaltungsbezirk Buinzahra in der iranischen Provinz Qazvin.

## Bevölkerung
Im Kreis Daschtabi leben 25.170 Einwohner, verteilt auf 7124 Familien (Stand 2011).

## Gliederung
Der Kreis Daschtabi gliedert sich in eine Stadt, Ardagh, und zwei Landkreise, Ostdaschtabi und Westdaschtabi.